# Metyletylketonperoxid

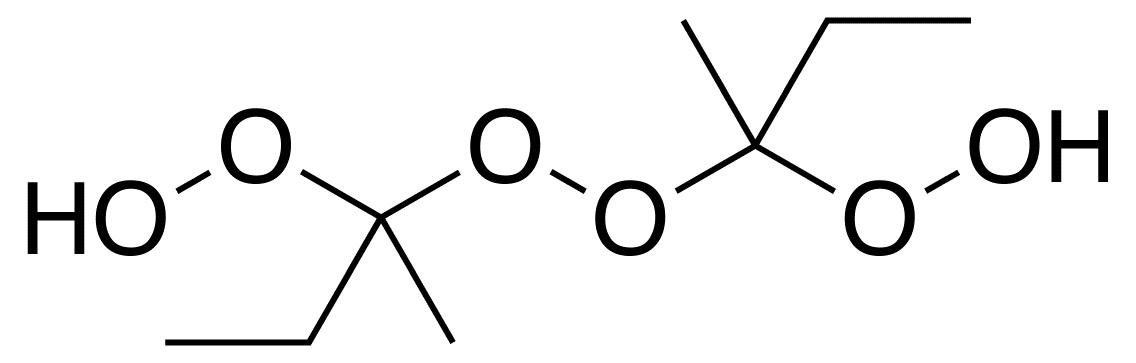
Metyletylketonperoxid

Metyletylketonperoxid (MEC) är den vanligaste typen av härdare som används inom plastindustrin, framför allt i fråga om härdplaster, så som fiberarmerad polyester, PVC och epoxi. De fibrer som används är i synnerhet glas-, kol-, och aramidfiber (även känd som kevlar).
MEC går även under synonymen 2-butanonperoxid, och är flytande.